# Saint-Mayme-de-Péreyrol
Saint-Mayme-de-Péreyrol (bis 2020 Saint-Maime-de-Péreyrol geschrieben) ist eine französische Gemeinde mit 287 Einwohnern (Stand 1. Januar 2022) im Département Dordogne in der Region Nouvelle-Aquitaine (vor 2016: Aquitanien). Die Gemeinde gehört zum Arrondissement Périgueux und zum Kanton Périgord Central.
Der Name in der okzitanischen Sprache lautet Sent Maime de Perairòus und leitet sich vom heiligen Maximus ab. Der Zusatz „Péreyrol“ bedeutet „Rollender Stein“ und weist auf den steinigen Boden der Gemeinde hin.
Die Einwohner werden Saint-Maymois und Saint-Maymoises genannt.

## Geographie
Saint-Mayme-de-Péreyrol liegt ca. 20 Kilometer südsüdwestlich von Périgueux und ca. 25 Kilometer nordöstlich von Bergerac im Gebiet Périgord Central in der historischen Provinz Périgord an der Grenze zu den Gebieten Landais und Bergeracois.
Umgeben wird Saint-Mayme-de-Péreyrol von den sechs Nachbargemeinden:
|          | Grun-Bordas                                 | Vergt                        |
| Douville | Kompassrose, die auf Nachbargemeinden zeigt |                              |
|          | Beauregard-et-Bassac                        | Saint-Amand-de-Vergt Fouleix |

Saint-Mayme-de-Péreyrol liegt im Einzugsgebiet des Flusses Dordogne.
Der Vern, ein linker Nebenfluss der Isle, durchquert das Gebiet der Gemeinde, das ebenfalls vom Fluss Tabac, einem Nebenfluss der Crempse, bewässert wird.

## Einwohnerentwicklung
Nach Beginn der Aufzeichnungen stieg die Einwohnerzahl in der Mitte des 19. Jahrhunderts auf einen Höchststand von rund 660. In der Folgezeit sank die Größe der Gemeinde bei kurzen Erholungsphasen bis zu den 1950er Jahren auf 250 Einwohner, bevor sie sich auf ein Niveau von rund 260 Einwohnern stabilisierte, wobei seit dem Beginn des 21. Jahrhunderts ein moderater Aufwärtstrend zu erkennen ist.
| Jahr      | 1962 | 1968 | 1975 | 1982 | 1990 | 1999 | 2006 | 2011 | 2022 |
| --------- | ---- | ---- | ---- | ---- | ---- | ---- | ---- | ---- | ---- |
| Einwohner | 284  | 270  | 266  | 276  | 264  | 265  | 257  | 274  | 287  |

## Gemeindepartnerschaft
Saint-Mayme-de-Péreyrol unterhält über den ehemaligen Kanton Vergt seit 1996 eine Partnerschaft mit Saint-Jacques-de-Montcalm in der kanadischen Provinz Québec.

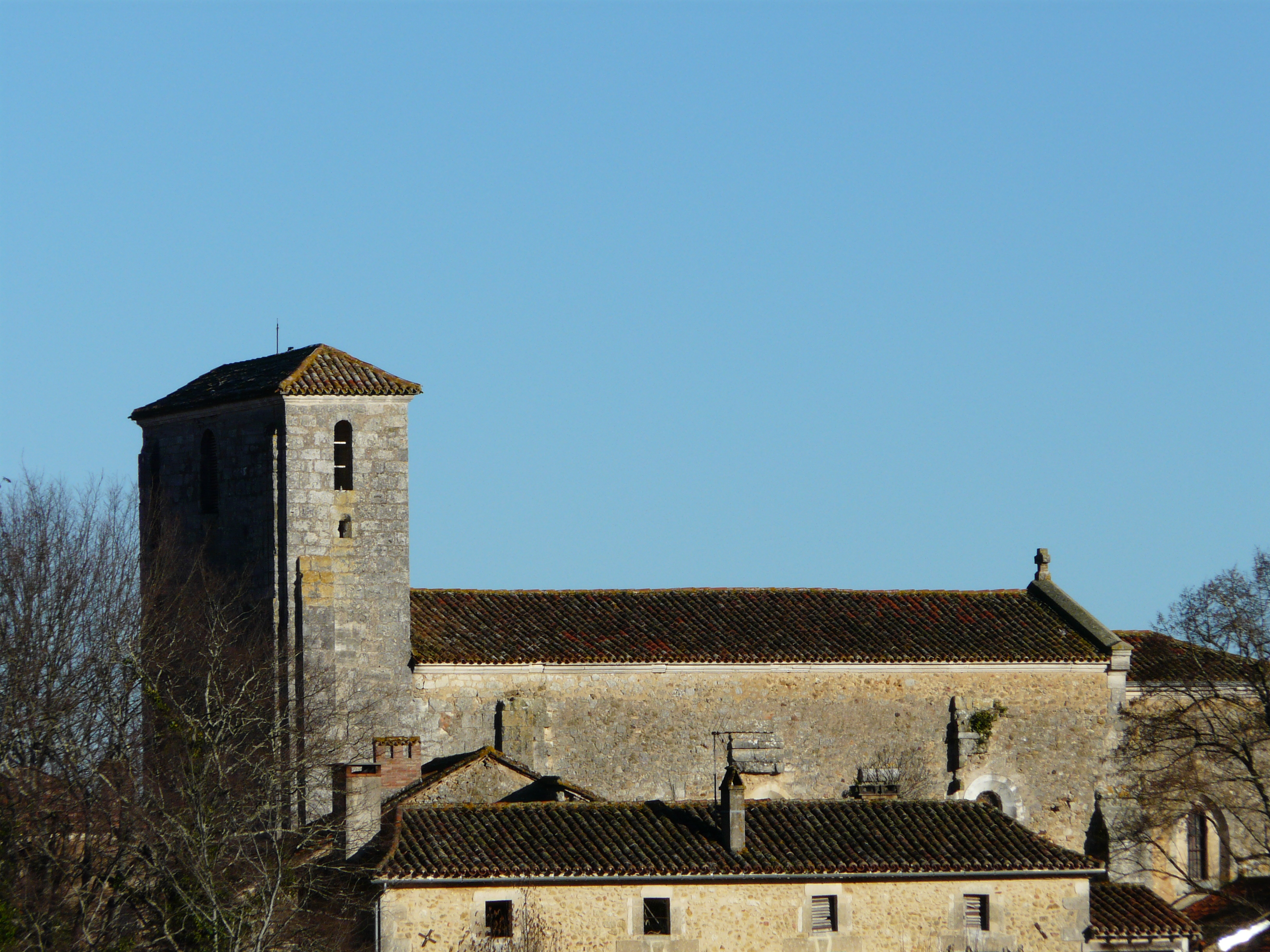
Pfarrkirche Saint-Maxime

## Sehenswürdigkeiten
- Pfarrkirche Saint-Maxime mit romanischem Ursprung, im 15. Jahrhundert umgestaltet
- Herrenhaus La Pécoulie aus dem 16. Jahrhundert

## Wirtschaft und Infrastruktur

### Bildung
Die Gemeinde verfügt über die private Grundschule „Le village d’enfants“.

### Verkehr
Saint-Mayme-de-Péreyrol ist erreichbar über die Route nationale 21, die hier die Verkehrsachse Périgueux–Bergerac bildet, und über die Routes départementales 21, 21E, 38, 42, 42E1 und 43.

## Persönlichkeiten

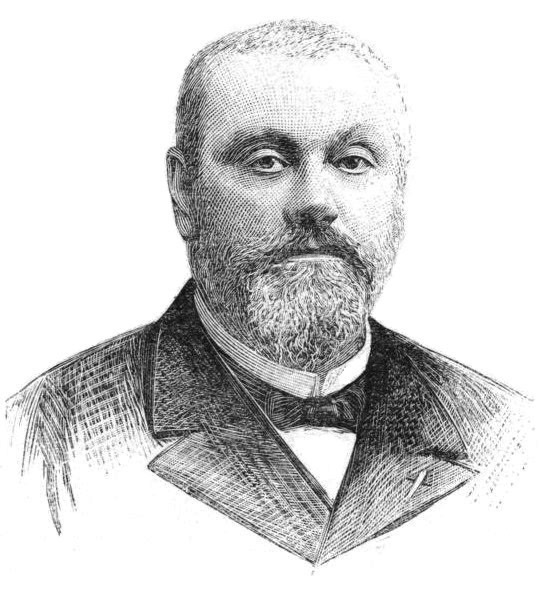
Antoine Gadaud, 1895

- Pierre Grellety, Lehnsherr von Saint-Mayme-de-Péreyrol, war Anführer der Rebellion der Croquants.[3]
- Antoine Gadaud, geboren am 26. April 1841 in Saint-Mayme-de-Péreyrol, gestorben am 29. Oktober 1897 in Périgueux, war Arzt und französischer Politiker. Er war unter anderem Landwirtschaftsminister, Abgeordneter, Senator und Generalrat des Départements und Bürgermeister von Périgueux.[11]